# Männer sind auch nur Frauen
Männer sind auch nur Frauen (L’Homme est une femme comme les autres) ist ein französischer Film aus dem Jahr 1998.

## Handlung
Simon Eskanazy, ein schwuler jüdischer Klarinettist, lebt in Paris. Sein reicher Onkel will nicht, dass der jüdische Familienname ausstirbt, und bietet dem offen Schwulen viel Geld für eine Hochzeit. Die US-amerikanische Sängerin Rosalie, die sich für die Ehe aufheben will, verliebt sich unsterblich in Simons Klarinettenspiel. Zum Schein heiratet Simon Rosalie, die einer orthodoxen jüdischen Großfamilie in New York angehört. Simon verliebt sich wirklich in sie und gesteht ihr die Wahrheit. Nun verliebt sich Rosalies Bruder in Simon, aber Simon entzieht sich der Verlockung und zeugt mit Rosalie in der Hochzeitsnacht ein Kind. In der Folge scheint jedoch die Ehe am Zerbrechen, Simon ist gegenüber seiner Frau sexuell blockiert, Rosalie zieht zurück in die USA. Der offene Schluss des Films deutet die Möglichkeit einer Versöhnung des Paars an.

## Kritiken
- „Ein witziger Beziehungsreigen von Jean-Jacques Zilbermann mit zwei glänzend aufgelegten Hauptdarstellern. Zilbermann und Gilles Taurand, die das Drehbuch gemeinsam schrieben, blicken mit einem liebevollen Augenzwinkern auf das jüdische Milieu Frankreichs und New Yorks, wo die Geschichte angesiedelt ist. Der Film über den Unterschied zwischen Liebe und Leidenschaft ist mit so viel Witz und Leichtigkeit erzählt, dass die Tragik der Geschichte zweier Menschen, die sich lieben aber doch nicht zusammenleben können, in den Hintergrund tritt.“ (Prisma)